# Bilet la ordin
Biletul la ordin (sau cambie) este un efect comercial, înscris prin care o persoană, numită emitent ori subscriitor, se obligă să plătească o sumă de bani la scadență unei alte persoane numită beneficiar, sau la ordinul acesteia. Ca formă, biletul la ordin se aseamană cu o recunoaștere de datorie de către debitor, față de creditorul său.

## Descriere
Fiind un titlu comercial de valoare, biletul la ordin este un titlu de credit, la ordin, formal și complet, care incorporează o obligație abstractă, autonomă și necondiționată, de plată a unei sume de bani de către semnatarii săi, ținuți solidar pentru executarea obligației.
Mențiunile esențiale pe care trebuie să le cuprindă un bilet la ordin sunt următoarele:
- denumirea de bilet la ordin;
- data emisiunii;
- scadența;
- menționarea obligației personale și necondiționate de a plăti suma de bani;
- numele beneficiarului;
- semnătura subscriitorului sau a emitentului;
- locul de plată.

În lipsa unuia din aceste elemente, biletul la ordin este nul.

## În România
Biletul la ordin a fost introdus în România prin Legea nr. 58/1934.
- (I.a) CONVENTION portant loi uniforme sur les lettres de change et billets a ordre (Société des Nations, 0.221.554.1)
- (I.b) CONVENTION portant loi uniforme sur les lettres de change et billets a ordre
- (II.) CONVENTION destinée a régler certains conflits de lois en matiere de lettres de change et de billets a ordre
- (III.) CONVENTION relative au droit de timbre en matiere de lettres de change et de billets a ordre